# Titularbistum Celenderis
Celenderis (ital.: Celenderi) ist ein Titularbistum der römisch-katholischen Kirche.
Es geht zurück auf einen ehemaligen Bischofssitz in der antiken Stadt Kelenderis, in der römischen Provinz Cilicia bzw. in der Spätantike Isauria in Kleinasien (heute Aydıncık in der Türkei). Er gehörte der Kirchenprovinz Seleucia in Isauria an.
| Titularbischöfe von Celenderis |                                   | |                   |                  |
| Nr.                            | Name                              | Amt | von               | bis              |
| 1                              | François-Xavier Vogt CSSp         | Apostolischer Vikar von Bagamoyo Apostolischer Administrator von Kamerun Apostolischer Vikar von Kamerun (Französisch-Kamerun) | 25. Juli 1906     | 4. März 1943     |
| 2                              | René-Désiré-Romain Boisguérin MEP | Apostolischer Vikar von Suifu (China)                                                                                          | 10. Januar 1946   | 11. April 1946   |
| 3                              | Luis Adriano Díaz Melo            | emeritierter Bischof von Cali (Kolumbien)                                                                                      | 13. November 1947 | 26. Februar 1955 |
| 4                              | Petras Maželis                    | Prälat von Klaipėda Weihbischof in Telšiai, Apostolischer Administrator von Telšiai (Litauen)                                  | 22. Mai 1955      | 14. Februar 1964 |